# Brunn (Gemeinde Dobersberg)
Brunn ist eine  Ortschaft und als Brunn bei Dobersberg eine Katastralgemeinde der Marktgemeinde Dobersberg im Bezirk Waidhofen an der Thaya im niederösterreichischen Waldviertel mit 51 Einwohnern (Stand 1. Jänner 2024).

## Geografie
Das im Nordwesten des Gemeindegebietes und an der Staatsgrenze zu Tschechien gelegene, im Westen einzeilige Straßendorf entwässert über einen Zubringer zum Lexnitzbach hin und ist über die Landesstraße L8169 erreichbar, von der hier die  L8156 abzweigt. Nach Osten hin, wo sich der ehemals herrschaftliche Meierhof befand, nimmt Brunn den Charakter eines Haufendorfes an. Am 1. April 2020 umfasste die Ortschaft 28 Adressen.

## Geschichte
Der ursprünglich zum Gut Illmau gehörende Ort bestand vermutlich bereits im 12. Jahrhundert, denn aus dieser Zeit gibt es Nachrichten über Heinrich von Prunne, der hier seinen Ansitz hatte. Sein Sohn Siegfried von Prunne war Marschall von Mödling und weitere Mitglieder der Familie werden bis 1325 in Urkunden angeführt.
Die hiesigen aus Landbauern und Kleinhäuslern bestehenden Einwohner hatten nur eine mittelmäßige Bestiftung, berichtete Schweickhardt im 19. Jahrhundert, und sie befassten sich mit Feldbau und trieben die Viehzucht voran; und in beinahe jedem Haus befanden sich ein oder auch mehrere Webstühle, auf denen Baumwollwaren hergestellt wurden. Weiters wurden im herrschaftlichen Meierhof rund 300 Schafe gehalten. Im Jahr 1822 nannte Steinius der Ort als Dorf mit 27 Häusern, die nach Waldkirchen eingepfarrt waren, wohin auch die Kinder eingeschult wurden. Die Herrschaft Dobersberg besaß die Ortsobrigkeit, übte die Landgerichtsbarkeit aus, besorgte die Konskription und hatte die Grundherrschaft inne. Laut Adressbuch von Österreich waren im Jahr 1938 in Brunn ein Gastwirt, ein Schneider und einige Landwirte mit Direktvertrieb ansässig. Bis zur Eingemeindung nach Dobersberg war der Ort ein Bestandteil der damaligen Gemeinde Reibers. Im Jahre 1901 fielen 13 Häuser des Ortes einem Brand zum Opfer und zerstörte diese zum Teil gänzlich. Dabei kam erstmals die neu gegründete Freiwillige Feuerwehr Reibers zum Einsatz. 